# Dassault Mirage G
Il Dassault Mirage G fu un aereo da caccia multiruolo con ali a geometria variabile, capace di operare come caccia intercettore e come aereo d'attacco al suolo in grado di essere equipaggiato anche con missili a testata nucleare.
Nella seconda metà degli anni sessanta, il costruttore di aeromobili francese Dassault ha studiato tre progetti di aereo con ala a geometria variabile: il Mirage III G, il Mirage G4 e il Mirage G8. In tutto sono stati costruiti tre prototipi, che hanno risposto alle diverse esigenze delle forze aeree terrestri e navali francesi, ma nessuno venne avviato alla produzione in serie.

## Storia del progetto

### Mirage III G
Nel 1964, la Dassault Aviation si occupa di progettare un aereo a geometria variabile destinato ad essere utilizzato dall'Armée de l'air e dall'Aéronautique navale della Marine nationale. Il produttore offre una formula basata su cellula del Dassault Mirage III F2 e propulso dal motore statunitense Pratt & Whitney TF30, per il quale la Snecma doveva ottenere una licenza di fabbricazione. Un prototipo è stato commissionato nel mese di ottobre 1965 e la costruzione è iniziata nel gennaio 1966. Il Mirage III G ha fatto il suo volo inaugurale il 18 novembre 1966 con un'ala bloccata a 20° di freccia. L'8 dicembre, dopo che furono effettuati diversi i voli di prova, l'aeromobile supera la velocità di Mach 2, al comando del pilota Jean Coureau con la completa apertura delle ali. Nel mese di ottobre 1969, l'aereo è stato trasferito al Centre d'essais en vol (CEV).

### Mirage G4
Nel frattempo, l'Armée de l'air ha chiesto lo studio di un velivolo biposto, bireattore di dotato di motori Snecma Atar 9 K 50, per essere destinato a compiti di ricognizione, di attacco, di guerra elettronica a distanza (programma RAGEL). L'aereo deve essere in grado di trasportare sia un'arma nucleare sia delle armi pesanti convenzionali. Mentre il processo progettuale è in via di definizione e due prototipi (G4-01 e G4-02) sono in corso di realizzazione, gli studi economici dimostrano che il costo del programma è insostenibile alla luce dei 60 aerei previsti. Questo conduce ad abbandonare il progetto nel 1968, in favore di un velivolo dal costo finale meno impegnativo.

### Mirage G8
Il progetto del Mirage G4, a seguito delle modifiche nelle richieste da parte dell'Armée de l'air che richiede ora un caccia intercettore monoposto con il requisito di poter essere propulsi da due motori Snecma M53, viene quindi iniziato il progetto al nuovo standard.
Il primo prototipo del Mirage G4 (G4-01) viene modificato ed acquisisce la definizione di Mirage G8-01 (biposto) facendo il suo primo volo l'8 maggio 1971, al comando del pilota Jean-Marie Saget, il 13 maggio dopo il quarto volo raggiungendo la velocità di  Mach 2,03 con un angolo di freccia di 70° dimostrando che le prestazioni possono essere comparate ad un velivolo con ala a delta . Il secondo Mirage G4 (G4-02), ancora in costruzione viene trasformato in monoposto sacrificando l'abitacolo posteriore per essere equipaggiato con il motore  Snecma Atar 9 K 50 ed un sistema di armamento semplificato, quello del Mirage F1 ed il sistema di navigazione Dassault Milan. Denominato Mirage G8-02, prima di effettuare il suo primo volo il 13 luglio 1972. Il due Mirage G8 sono ancora propulsi dagli Snecma Atar 9 K 50 per poi diventare Snecma M53.
Il 13 luglio 1973, il Mirage G8-02 pilotato da Jean-Marie Saget stabilisce un nuovo record di velocità per un aereo progettato in Europa occidentale, raggiungendo la velocità di Mach 2,34 alla quota di 12 800 m..

### La fine del programma
Nessun aereo di produzione sarà costruito alla fine. Il Mirage G effettua oltre 300 voli di prova, tra cui alcuni con piloti statunitensi ai comandi, prima di essere distrutto in un incidente il 13 gennaio 1971. Il Mirage G8-01 è trasferito al Centre d'essais en vol (CEV) nel mese di ottobre 1972 ed effettua oltre 200 voli di prova fino al luglio 1973. Adesso è in mostra presso il Musée de l'air et de l'espace. Il  Mirage G8-02 effettua circa 125 voli, l'ultimo si è svolto il 22 novembre 1974.

## Varianti
Mirage G
1 aereo sperimentale monoposto basato sul Mirage F2, equipaggiato con 1 motore Pratt & Whitney TF 306
Mirage G4
2 prototipi biposto equipaggiati con 2 motori Snecma Atar 9 K 50 (G 4 01 e  G 4 02 - che non hanno mai volato, in quanto nel frattempo modificati e denominati G8)
Mirage G8
2 prototipi monoposto equipaggiati con 2 motori Snecma M53 (G 8 01 e  G 8 02 - ottenuti dai due G4)

## Velivoli comparabili
Stati Uniti
- General Dynamics F-111

 Unione Sovietica
- Mikoyan-Gurevich MiG-23
- Sukhoi Su-24